# کلیسای ال ساگراریو (کیتو)

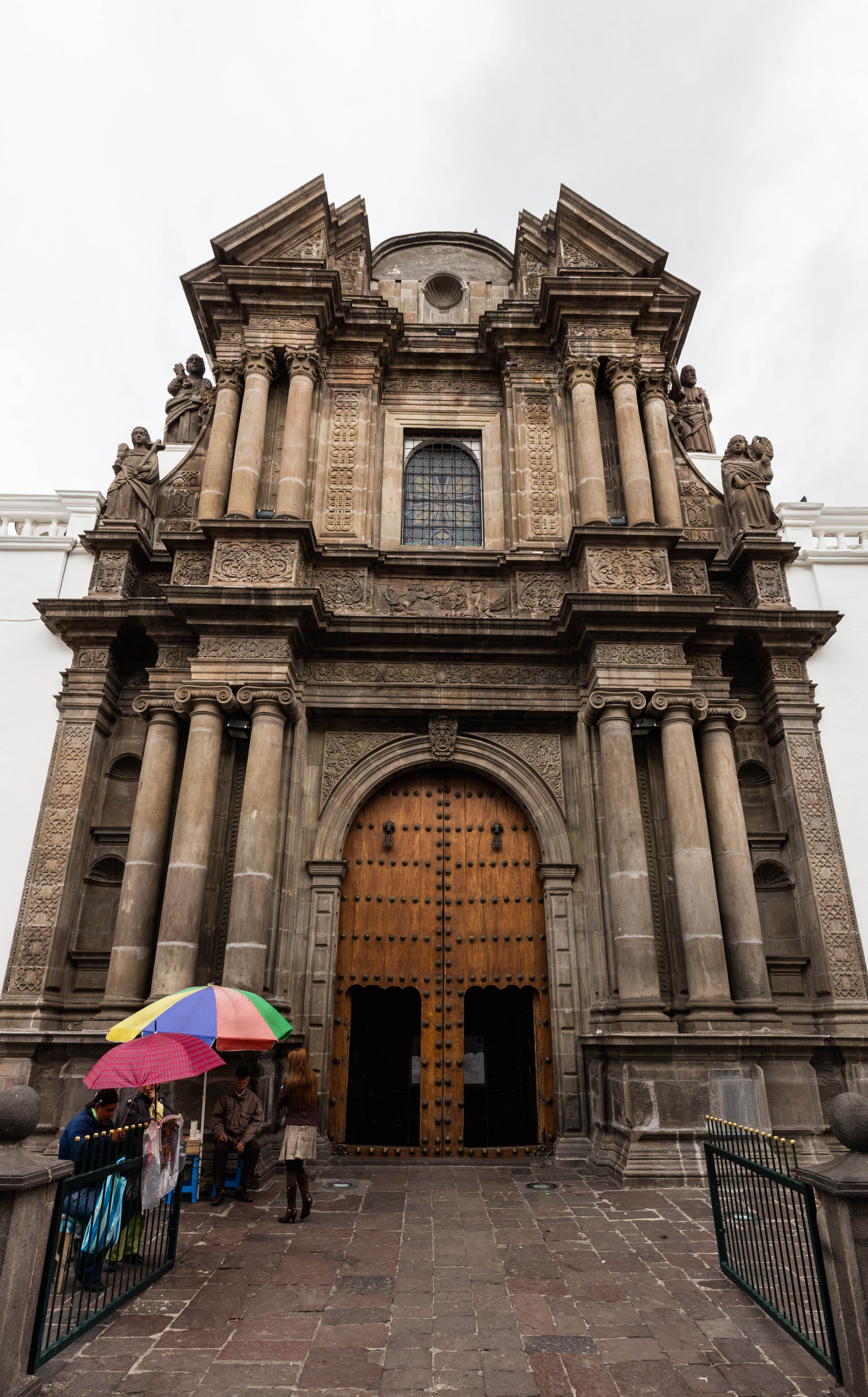
ورودی اصلی کلیسای ال ساگراریو

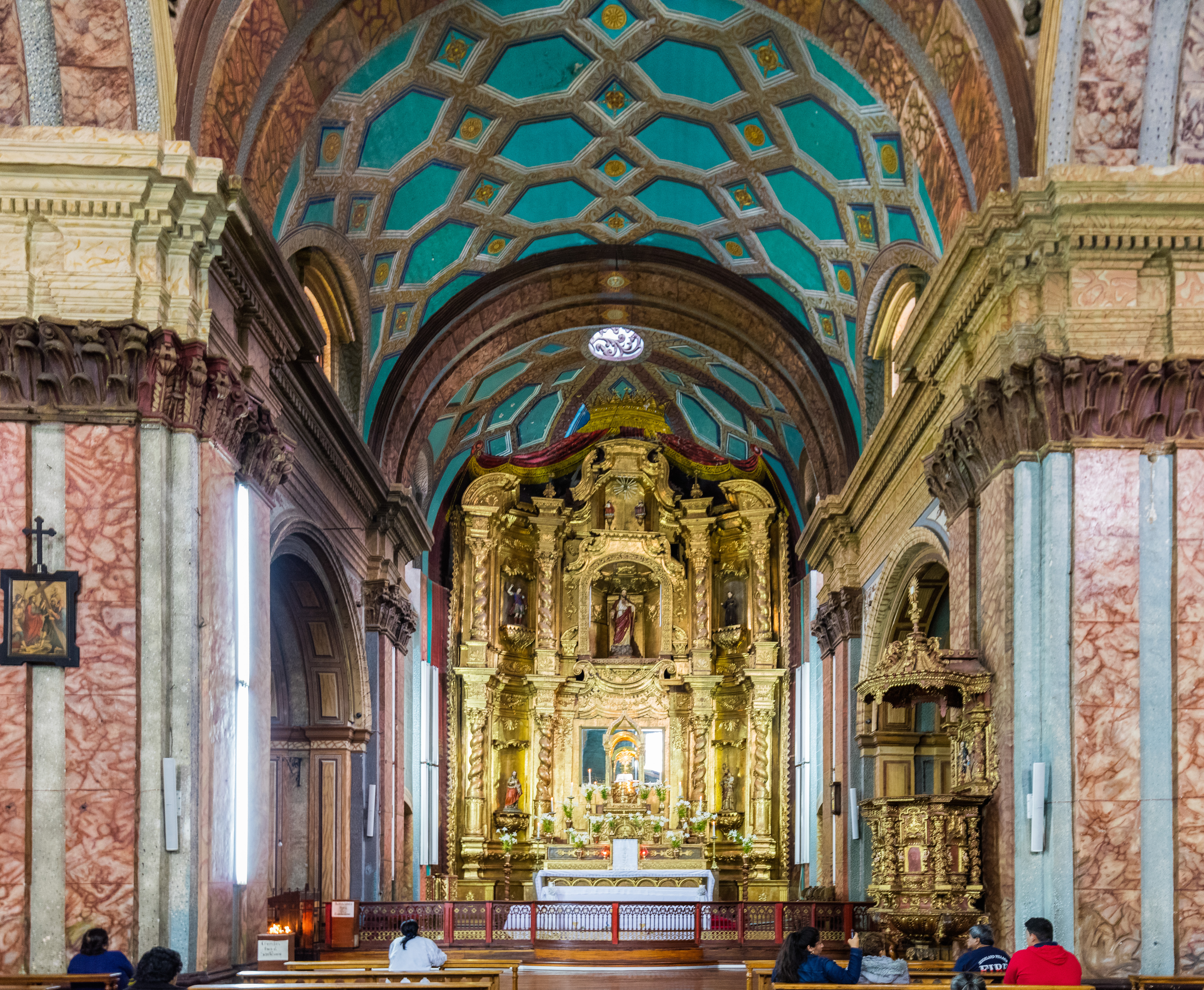
محراب بلند ایگلسیا

کلیسای اِل ساگراریو یا لا ایگلسیا د ال ساگراریو (به اسپانیایی: La Iglesia de El Sagrario، به معنی "کلیسای حرم") یک کلیسای کاتولیک دوره رنسانس در شهر کیتو، پایتخت اکوادور است. این عمارت در مرکز تاریخی شهر، خیابان گارسیا مورنو، واقع شده است. این کلیسا بخشی از مجموعه کلیسای جامع متروپولیتن است، اگرچه به دلیل بزرگی و اهمیت آن در تاریخ هنر کیتو، بیشتر شبیه یک کلیسای مستقل است تا یک کلیسای کوچک مجاور.

## نگارخانه

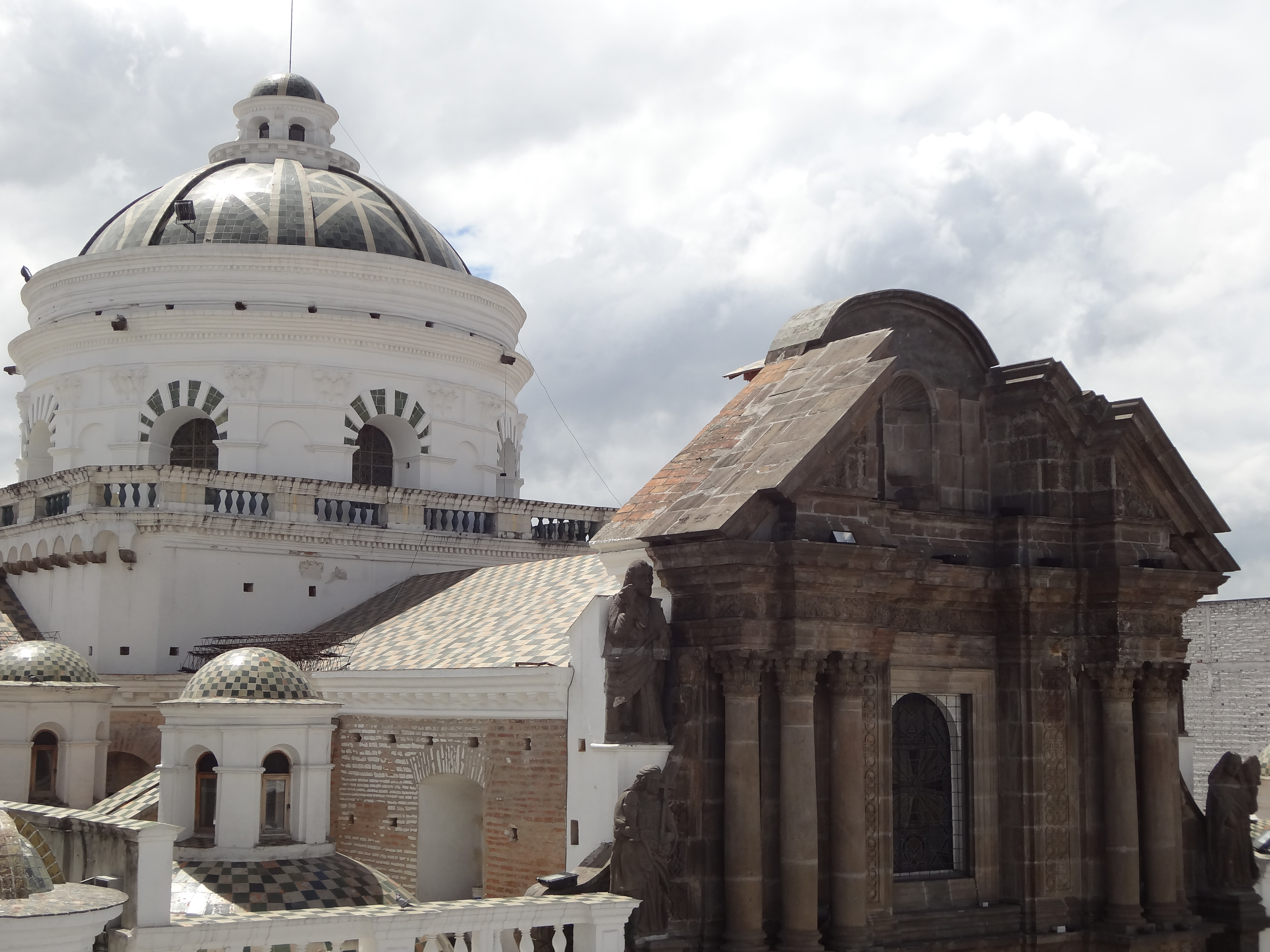
گنبد و فانوس
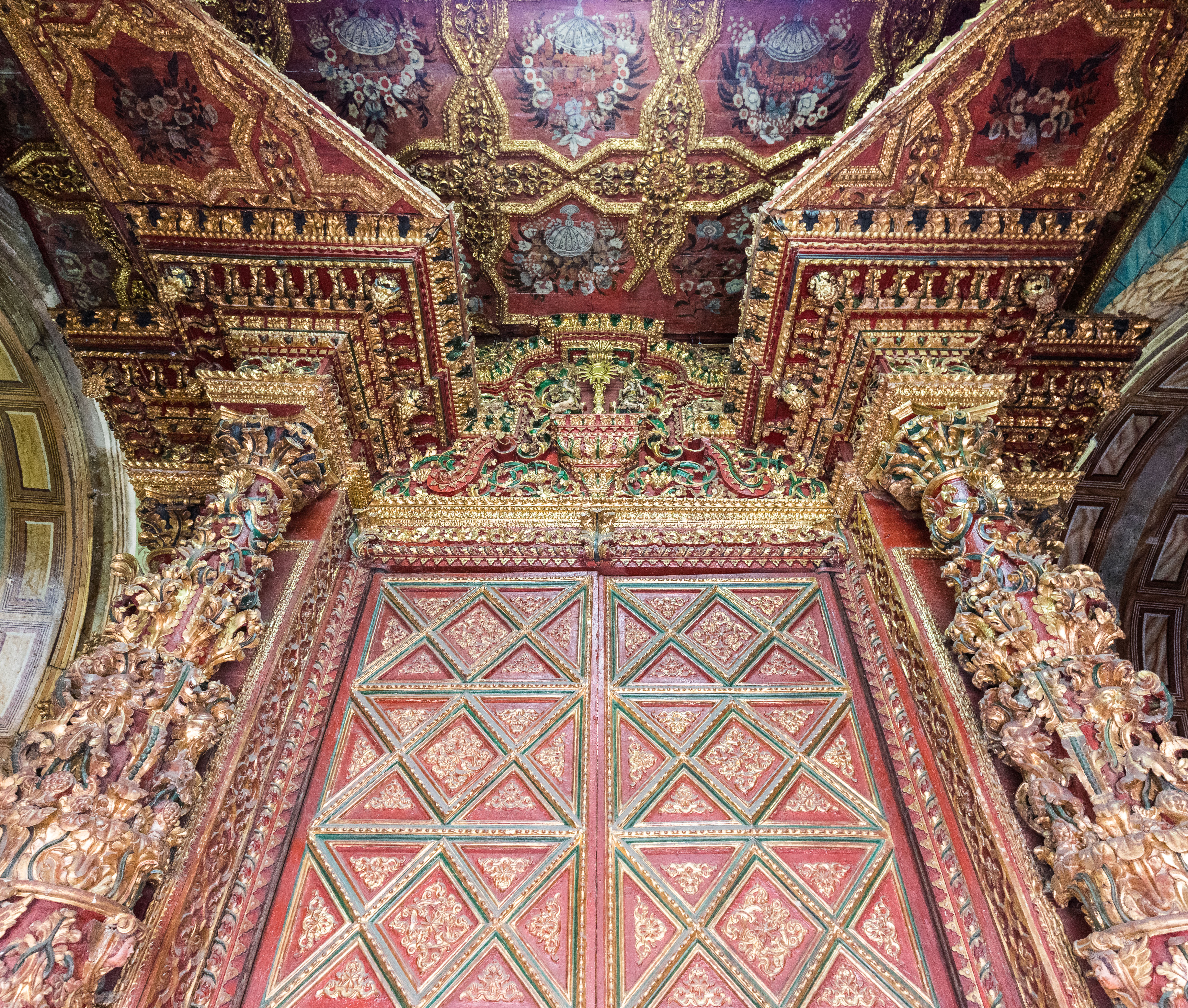
نمای از پایه
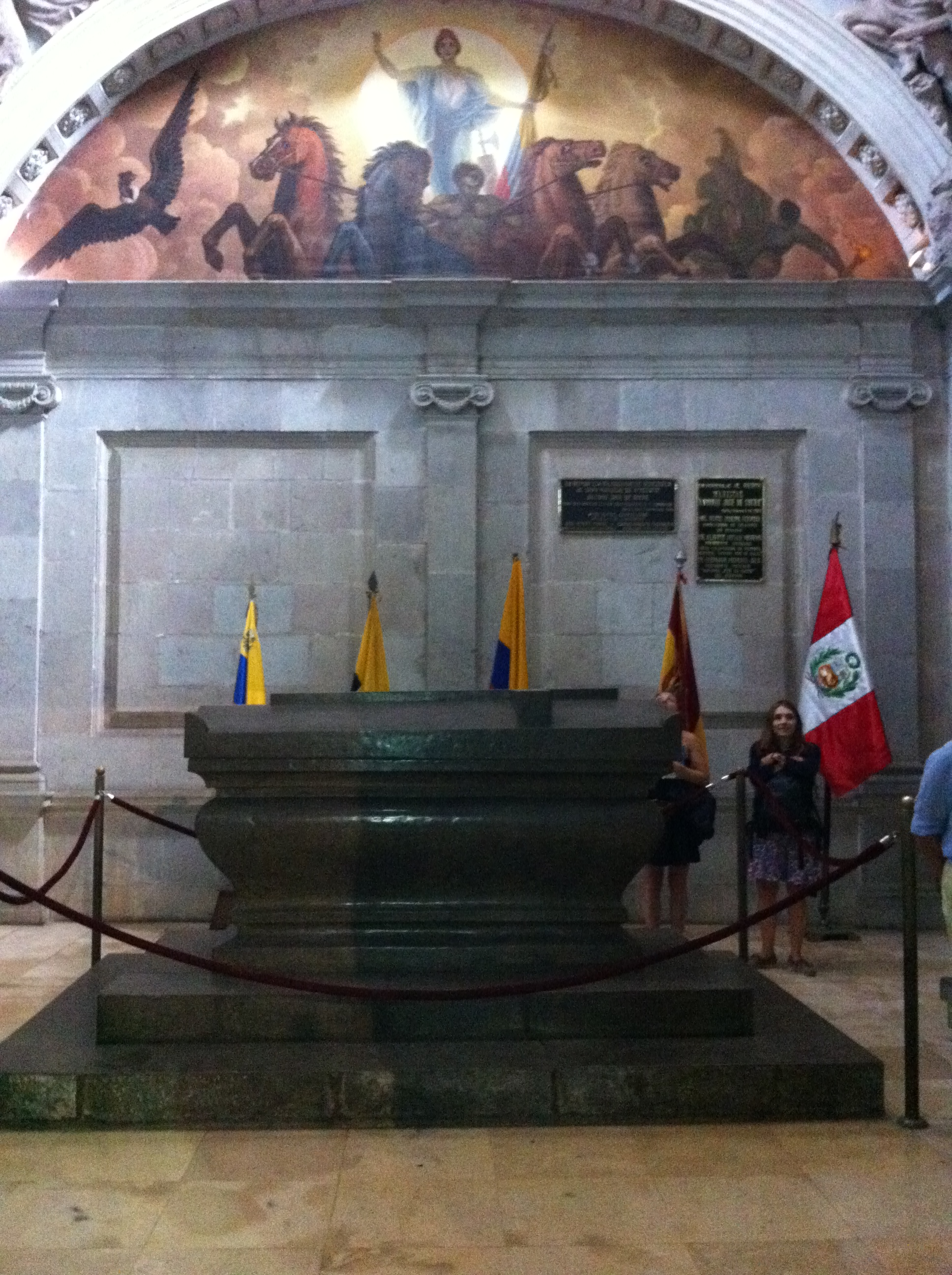
مقبره آزادی خواه ونزوئلا آنتونیو خوزه د سوکره در ال ساگراریو
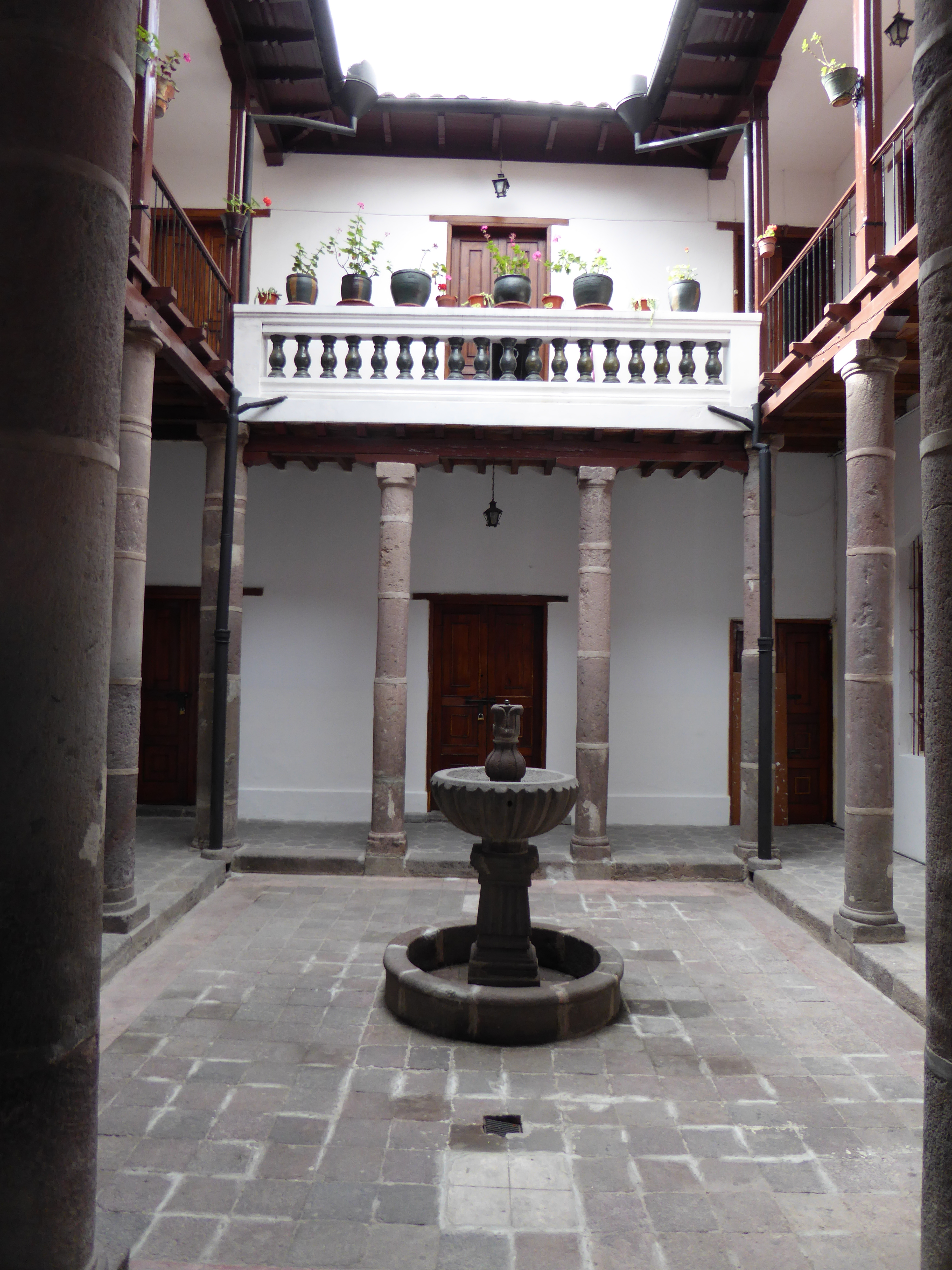
خانه محله ال ساگراریو
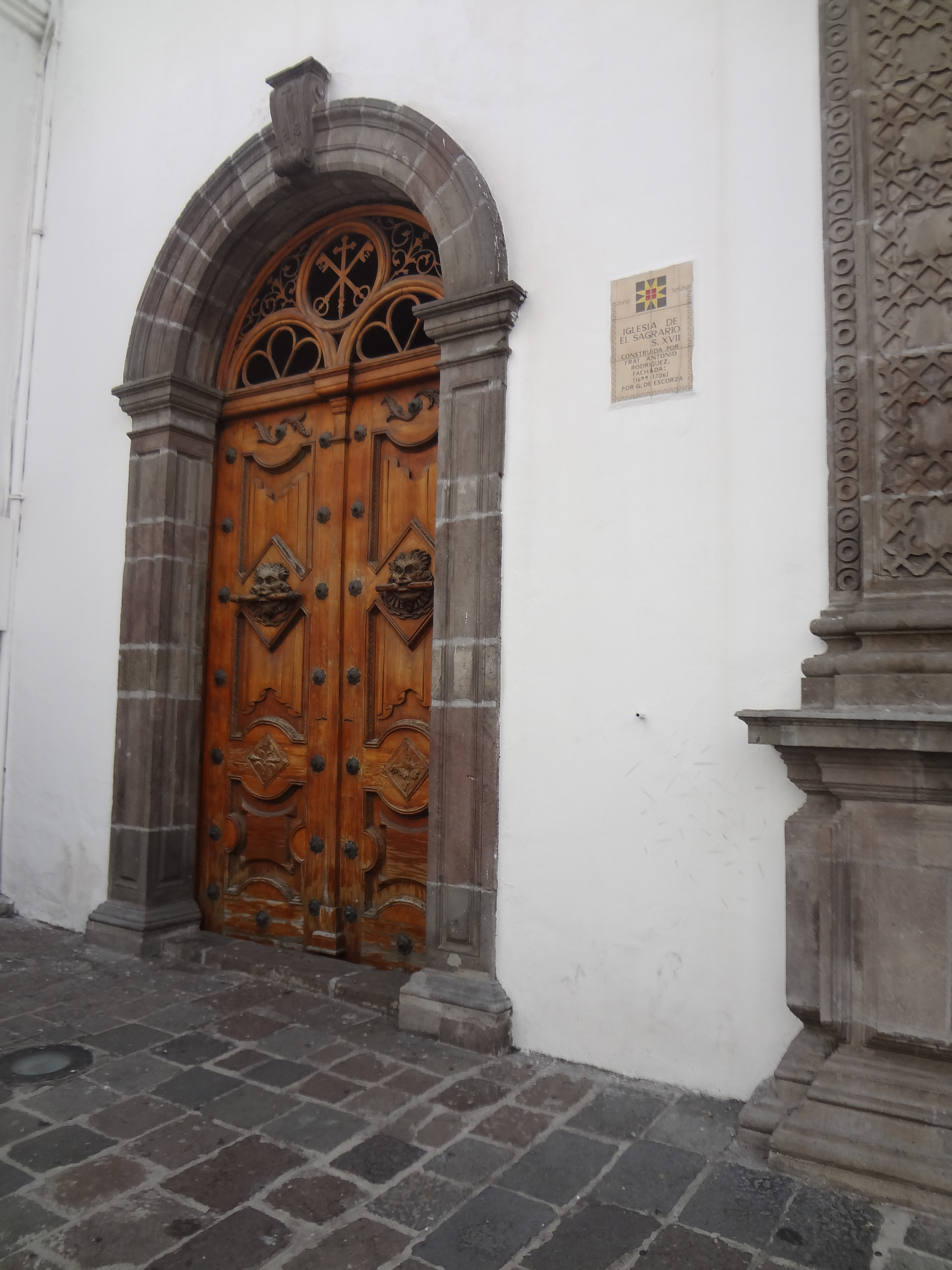
درب استعماری
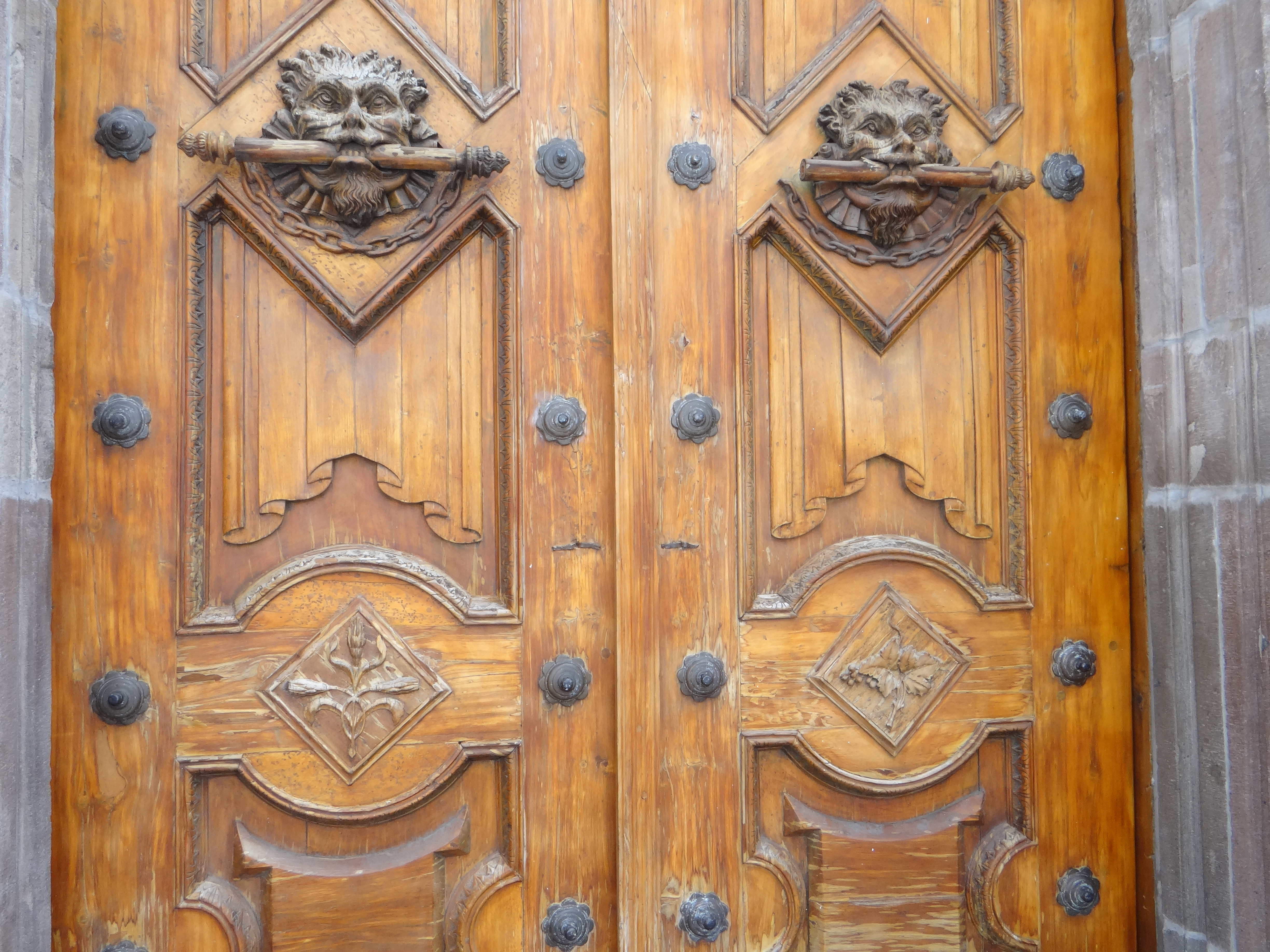
درب خارجی حک شده از دوره استعماری
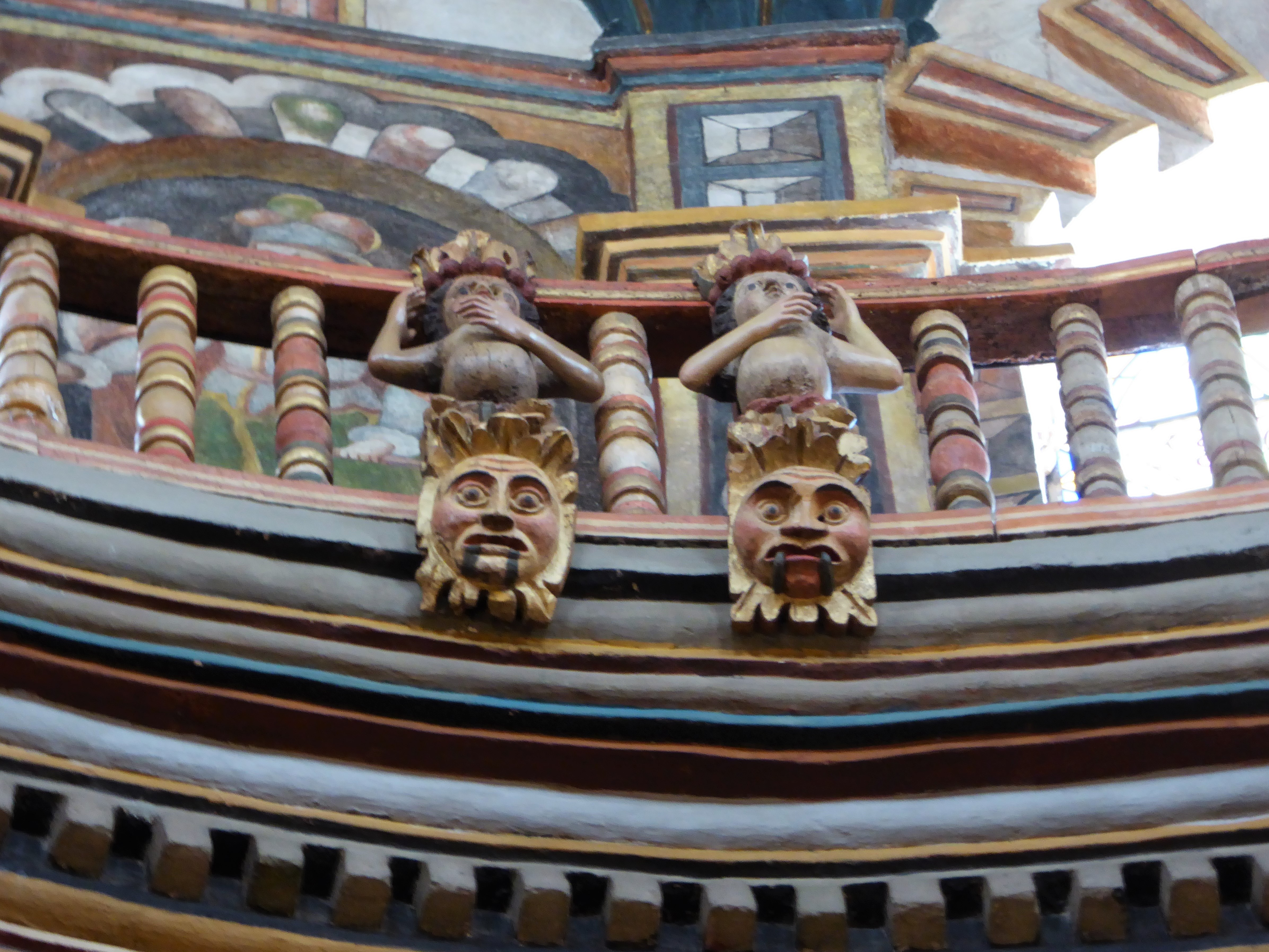
جزئیات
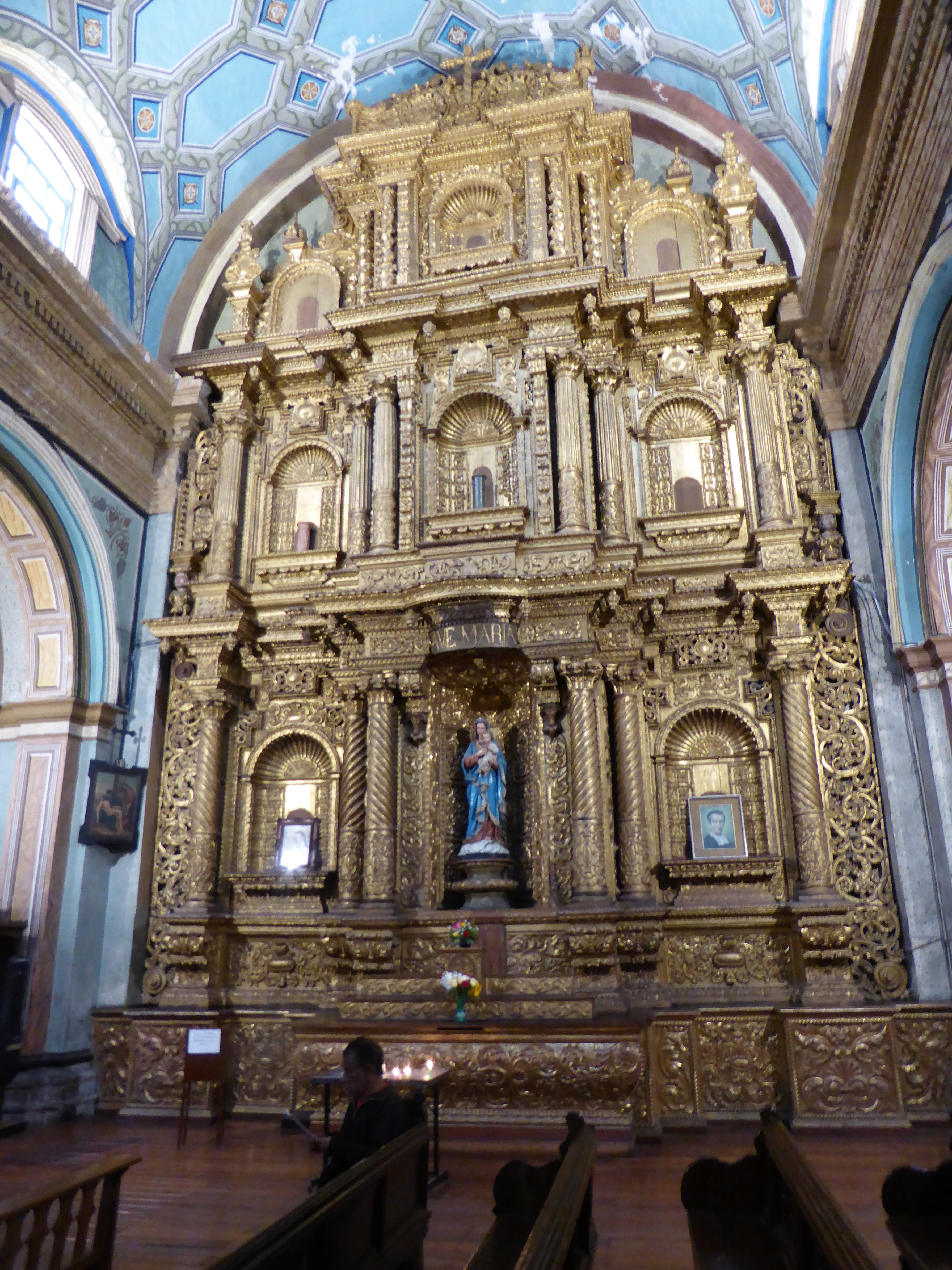
Reredos